# Örjan Wikander
Örjan Wikander, född 6 juli 1943 i Helsingborg, är professor  emeritus i antikens kultur och samhällsliv vid Lunds universitet. Han är far till Ola Wikander.

## Utmärkelser, ledamotskap och priser
- Ledamot av Vetenskapssocieteten i Lund (LVSL, 1992)[2]